# Catumbela
Catumbela est une ville côtière située dans la province de Benguela, en Angola. Sa population est estimée à 16 980 habitants en 2005.